# Ольяницкая, Елена Николаевна
Елена Николаевна Ольяницкая (девичья фамилия Хлытина; род. 16 февраля 1993, Москва) — российская сумоистка. Мастер спорта России международного класса, 3-х кратная Чемпионка России, Чемпионка Европы (2015). Воспитанница «Самбо-70». Тренировалась в «Самбо-70» с 2008—2018 год.

## Биография
Елена родилась 16 февраля 1993 года, в г. Москве.
Училась в школе № 2014, после 9 класса поступила в ГБОУ СПО Полиграфический техникум № 56 на специальность дизайн (по отраслям). В 2012 году поступила в Московский педагогический государственный университет на профиль Изобразительное искусство и дополнительное образование «дизайн». У Елены есть сестра Воробьева (Хлытина) Марина Николаевна, которая является чемпионкой России 2014 г., бронзовым призером чемпионата Европы 2014 г. по сумо. Сестра как раз и привела Елену в 2008 г. в «Самбо-70». Тренировались сёстры под руководством Александра Сергеевича Кораллова. До 21 года выступала в соревнованиях по самбо, становилась победителем первенства Москвы, выполнила спортивный разряд «Кандидат в мастера спорта».

## Спортивная карьера
- Первенство Мира: бронзовый призёр (2009 г. — Варшава, Польша)
- Чемпионат Европы: чемпионка (2015 г. — Шяуляй, Литва)[1][2],
- Чемпионат Европы: серебряный призер (2016 г. — Кротошин, Польша)[3],
- Чемпионат Европы: бронзовый призер (2013 г. — Варшава, Польша[4]; 2012 г. — Луцк, Украина[5]),
- Чемпионат России: чемпионка (2015 г. — Чехов (Московская область) 2013 г. — Москва; 2012 г. — Дзержинск (Нижегородская область)),
- Чемпионат России: серебряный призер (2016 г. — Кстово),
- Чемпионат России: бронзовый призер (2014 г. — Ижевск),
- Первенство Европы: победительница (2015 г., 2014 г., 2011 г., 2010 г.),
- Первенство Европы: серебряный призер (2016 г. —),
- Первенство Европы: бронзовый призер (2013 г., 2012 г.),
- Первенство России: победительница (2015 г., 2014 г., 2011 г., 2010 г.),
- Первенство России: серебряный призер (2013 г.),
- Первенство России: бронзовый призер (2016 г.).

## Награды и звания
- Мастер спорта России международного класса